# Patrick Kearney
Pour les articles homonymes, voir Kearney.
Patrick Wayne Kearney est un tueur en série américain né le 24 septembre 1939 à East Los Angeles, qui s’est attaqué à de jeunes hommes homosexuels ou non, en Californie de 1965 à 1977. Il est parfois surnommé « The Freeway Killer » (le tueur de l'autoroute), surnom qu'il partage avec deux autres tueurs en série, William Bonin et Randy Kraft, au modus operandi différent.

## Biographie
Kearney est issu d'une famille stable, ce qui n'est pas habituel pour les tueurs en séries. C'est le plus jeune de trois fils. Il avait des problèmes de santé durant son enfance et il était frêle, c'est pour cette raison qu'il était victime de harcèlement à l'école. Adolescent, il quitte l'école et l'idée de tuer des gens l’obsède.
Après avoir habité au Texas et s'être marié brièvement, il s'installe en Californie où il travaille pour Hughes Aircraft, où il est un employé modèle.
Il part à la chasse de partenaires sexuels à San Diego ou à Tijuana, recherchant des partenaires plus forts que lui. Parlant couramment espagnol, il perfectionne ses techniques de drague. Kearney déclarera plus tard, sans preuve, avoir tué sa première victime, un jeune auto-stoppeur en 1962, à Orange en Californie. Il s'installe en 1967 à Redondo Beach, près de Los Angeles avec un jeune homme plus jeune que lui, David Hill, qui devient son amant.

## Meurtres
Au fil du temps, les disputes deviennent fréquentes avec David Hill et Kearney part faire de longues virées nocturnes dans sa Volkswagen Coccinelle ou sa camionnette. Il drague des jeunes hommes dans les bars gay ou fait monter des auto-stoppeurs et c'est comme cela qu'il commence ses crimes atroces. Il tue ses victimes par arme à feu et pratique ensuite des actes de nécrophilie. Il prend pour habitude de démembrer les corps, de les jeter dans des sacs poubelles pour ensuite semer les sacs sur les autoroutes californiennes. Il a tué entre 21 et 43 victimes de 1962 ou 1965, au 13 mars 1977.
Contrairement à William Bonin ou Randy Kraft, il n'inflige pas de sévices ou d'actes de torture à ses victimes de leur vivant, privilégiant la rapidité et l'efficacité de ses crimes. S'il a ouvert l'estomac de l'une des victimes ou pratiqué des actes atroces sur la plupart, c'est toujours post mortem et par curiosité perverse.
Le premier meurtre pour lequel Kearney a été accusé a eu lieu en 1967, alors qu'il habitait à Culver City, un an environ après avoir emménagé avec David Hill. Ce meurtre intervient à Tijuana, où Hill et Kearney étaient en visite chez un ami proche de Hill. L'identification de cette victime est impossible, car Kearney ne le connaissait que sous le nom de « George ». Kearney l'a tué d'un coup de feu entre les yeux alors qu'il dormait dans la chambre principale de son appartement. Après avoir assassiné George, Kearney transporte le cadavre dans la salle de bains, pour le sodomiser et ensuite le démembrer et le dépecer avec un scalpel:116,117. Ensuite, Kearney ôte la balle de la tête pour ne pas laisser de preuve et brûle le corps derrière le garage. Kearney s'abstient ensuite de tuer pendant un an.
Kearney affine son modus operandi, et frappe plus fréquemment. À partir de 1974, c'est même à une fréquence mensuelle qu'il opère. Après avoir trouvé ses victimes au bord de la route ou dans des bars gay, il les fait monter dans son véhicule et leur tire dans la tempe au-dessus de l'oreille avec un pistolet Derringer 22 pistol de la main droite tout en conduisant de la main gauche. Ensuite, il se gare dans un endroit isolé pour violer le cadavre.
Il abandonne le cadavre dépecé dans des sacs poubelle qu'il jette ensuite dans des canyons, au bord des routes, dans des terrains vagues, ou exposé aux charognards dans le désert:117 Parfois il frappe les cadavres les rendant encore moins identifiables. Certaines ont des ressemblances avec les camarades qui le frappaient à l'école. Si la plupart de ses victimes étaient de jeunes adultes, il s'est aussi attaqué à quelques enfants et adolescents Sa dernière victime en 1977 est un petit garçon de 8 ans qui faisait de la bicyclette.
La victime qui a mené finalement à l'arrestation du monstre est John Otis LaMay, 17 ans, tué le dimanche 13 mars 1977. C'est vers 17h30 que le jeune LaMay avertit un voisin qu'il part retrouver à Redondo Beach un homme du nom de Dave dont il a fait la connaissance au club de gym. Il s'agit en fait de David Hill qui lui avait donné l'adresse de l'appartement qu'il partageait avec Kearney. Hill est absent lorsque LaMay arrive, aussi Kearney propose au garçon de regarder la télévision avec lui en attendant le retour de Hill. Sans aucune provocation, Kearney s'éclipse pour aller chercher son pistolet et lui tire dans la nuque. Ensuite, il démembre le corps et jette les sacs dans le désert.

## Arrestation et condamnation
Les restes du jeune LaMay sont découverts le 18 mars 1977. La police découvre bientôt que LaMay avait déjà été vu en compagnie de Hill et de Kearney. Les deux hommes s'enfuient à El Paso, et Kearney quitte son emploi. Kearney est arrêté le 1er juillet 1977. Hill, 36 ans à l'époque, est blanchi de toute accusation et relâché.
Kearney fait une entière confession, admettant au début un total de vingt-huit meurtres, puis sept supplémentaires. Afin d'éviter la peine de mort, Kearney plaide coupable. Kearney est condamné à la prison à vie le 21 décembre 1977. Il est incarcéré à la prison d'État de Californie (California State Prison) de Mule Creek.